# Fluetizolam
Fluetizolam (2-etil-4-(2-fluorofenil)-9-metil-6H-tieno[3,2-f][1,2,4]triazolo[4,3-a][1,4]diazepina) es un derivado de la tienotriazolodiazepina con potentes efectos sedantes y ansiolíticos, que se ha vendido como fármaco de diseño.